# 1850 في الولايات المتحدة
فيما يلي قوائم الأحداث التي وقعت خلال عام 1850 في الولايات المتحدة.

## سياسة

### تعيين في المنصب
- 4 يونيو – روبرت وودورد بارنويل عضو مجلس الشيوخ الأمريكي.
- 9 يوليو – أبيجيل فيلمور السيدة الأولى للولايات المتحدة.
- 9 يوليو – ميلارد فيلمور رئيس الولايات المتحدة.
- 20 يوليو – توماس يوينغ عضو مجلس الشيوخ الأمريكي.
- 22 يوليو – جون جيه كريتندن نائب عام الولايات المتحدة.
- 23 يوليو – توماس كوروين وزير الخزانة الأمريكي.
- 23 يوليو – دانيال وبستر وزير الخارجية الأمريكي.
- 2 أغسطس – وليام الكسندر غراهام الأمين العام.
- 9 سبتمبر – جون فريمونت عضو مجلس الشيوخ الأمريكي.
- 14 سبتمبر – ألكسندر هيو هولمز ستيوارت وزير داخلية الولايات المتحدة.

### انتهاء فترة المنصب
- 31 مارس – جون كالهون عضو مجلس الشيوخ الأمريكي.
- 8 مايو – جون ووكر دانا حاكم مين [الإنجليزية]‏.
- 9 يوليو – أبيجيل فيلمور السيدة الثانية للولايات المتحدة.
- 9 يوليو – زكاري تايلور رئيس الولايات المتحدة.
- 9 يوليو – مارغريت تايلور السيدة الأولى للولايات المتحدة.
- 20 يوليو – توماس كوروين عضو مجلس الشيوخ الأمريكي.
- 22 يوليو – توماس يوينغ وزير داخلية الولايات المتحدة.
- 22 يوليو – جون ميدلتون كلايتون وزير الخارجية الأمريكي.
- 22 يوليو – دانيال وبستر عضو مجلس الشيوخ الأمريكي.
- 22 يوليو – وليام بالارد بريستون الأمين العام.
- 23 يوليو – جورج كراوفورد وزير حرب الولايات المتحدة.
- 31 يوليو – جون جيه كريتندن حاكم كنتاكي [الإنجليزية]‏.
- 11 أكتوبر – كارلوس كوليدج حاكم فيرمونت [الإنجليزية]‏.
- 18 ديسمبر – روبرت وودورد بارنويل عضو مجلس الشيوخ الأمريكي.
- 31 ديسمبر – هاميلتون فيش حاكم نيويورك [الإنجليزية]‏.

## ظهور
- 1 يناير – ذا أوريجونيان
- 1 يناير – موبي ديك رواية من تأليف هرمان ملفيل.
- 1 يونيو – مجلة هاربر

## كتب
من الكتب التي صدرت هذه السنة في الولايات المتحدة:
- 1 يناير – الحرف القرمزي من تأليف ناثانيال هاوثورن.

## مواليد

### يناير
- 11 يناير – جوزيف آرثر تشارلز عالم نبات أمريكي.

### فبراير
- 8 فبراير – كيت شوبان مؤلفة أمريكية.
- 27 فبراير – لورا ريتشاردز كاتب أمريكي.

### مارس
- 26 مارس – إدوارد بيلامي

### أبريل
- 8 أبريل – ويليام هنري ولتش
- 20 أبريل – دانيل تشستر فرانس نحات أمريكي.

### مايو
- 14 مايو – ألفا آدامز سياسي من الولايات المتحدة الأمريكية.
- 30 مايو – صموئيل ب كوبر سياسي أمريكي.
- 30 مايو – فريدريك جرانت دنت دبلوماسي من الولايات المتحدة الأمريكية.

### يونيو
- 21 يونيو – دانيال كارتر بيرد

### يوليو
- 7 يوليو – وليام ميسون سياسي أمريكي.
- 23 يوليو – دانيال إلمر سالمون

### أكتوبر
- 1 أكتوبر – ديفيد آر. فرانسيس سياسي أمريكي.
- 4 أكتوبر – جون هارت ماكجرو سياسي أمريكي.

### نوفمبر
- 16 نوفمبر – وليام والاس واذرسبون عسكري من الولايات المتحدة الأمريكية.

### ديسمبر
- 12 ديسمبر – وليام جيه كامبل سياسي أمريكي.
- 16 ديسمبر – ارلو بيتس كاتب أمريكي.

## وفيات

### يناير
- 1 يناير – صموئيل ميلر (مواليد 1769) ثيولوجي من الولايات المتحدة الأمريكية.

### فبراير
- 1 فبراير – إدوارد بيكر لينكون (مواليد 1846)

### مارس
- 31 مارس – جون كالهون (مواليد 1782) سياسي أمريكي.

### مايو
- 16 مايو – وليام هندريكس (مواليد 1782) سياسي أمريكي.

### يوليو
- 9 يوليو – زكاري تايلور (مواليد 1784) رئيس الولايات المتحدة الأمريكية الأسبق.
- 19 يوليو – مارغريت فولر (مواليد 1810)

### أغسطس
- 3 أغسطس – جاكوب جونز (مواليد 1768) ضابط من الولايات المتحدة الأمريكية.

### نوفمبر
- 19 نوفمبر – ريتشارد مينتور جونسون (مواليد 1780) سياسي أمريكي.
- 22 نوفمبر – جاريت دي وال (مواليد 1783) سياسي أمريكي.